# A3 (motorväg, Portugal)
A3 är en motorväg i Portugal som går sträckan Porto - Valença, via Braga. Längden är 112 km.